# Schafstall (Niebendorf)

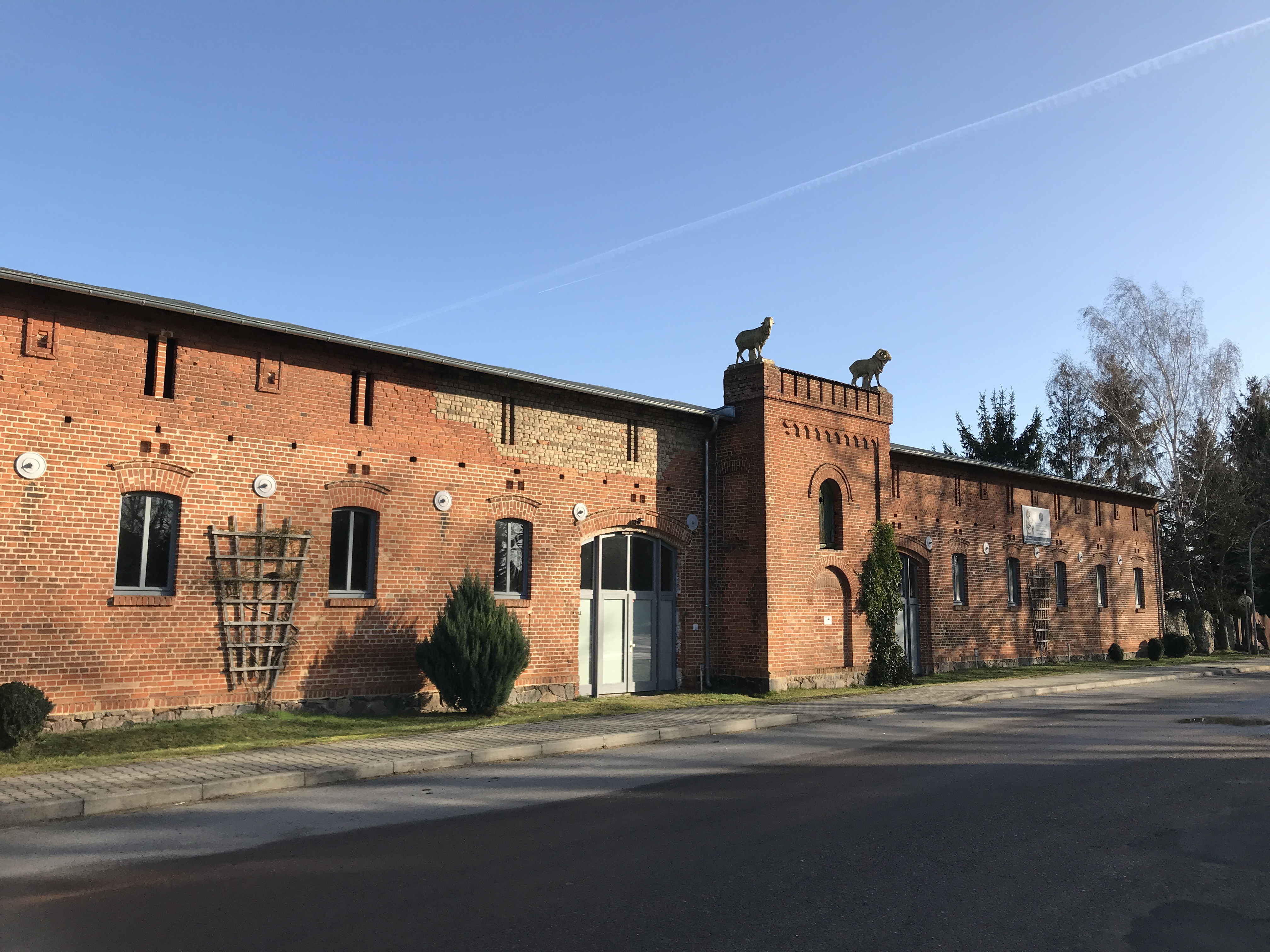
Schafstall in Niebendorf

Der Schafstall ist ein denkmalgeschütztes Gebäude in Niebendorf, einem Ortsteil der Stadt Dahme/Mark im Landkreis Teltow-Fläming im Land Brandenburg.

## Lage
Die Straße Niebendorf umspannt das linsenförmige Angerdorf. Im nördlichen Bereich des Dorfangers steht der Stall auf einem Grundstück, das nicht eingefriedet ist. Die postalische Adresse lautet Dorfstraße 16/17.

## Geschichte
Niebendorf wurde 1405 erstmals urkundlich erwähnt. Seine Bewohner lebten über viele Jahrhunderte von der Landwirtschaft. Bereits im 18. Jahrhundert ist die Existenz einer Gutsschäferei am nordöstlichen Rand des Dorfes überliefert. 1850 erwarb der aus Petkus stammenden Kommissionsrat Ferdinand Adolph Schulz das Gut. Schulz, der als Leiter der Baruther Glashütte zu einem gewissen Vermögen gekommen war, ließ um 1863 einen Schafstall errichten. Nach dem Ende des Zweiten Weltkrieges wurde das dazugehörige Gutshaus abgerissen und die Ackerflächen an Neubauern und Umsiedler verteilt. 1953 entstand ein Örtlicher Landwirtschaftsbetrieb (ÖLB), später eine Landwirtschaftliche Produktionsgenossenschaft (LPG), die das Gebäude nach einem Zusammenschluss mehrerer LPGs im Jahr 1969 als Technikstützpunkt nutzten.
Nach der Wende gingen die volkseigenen Flächen an die Treuhandanstalt und von dort ab 1995 an die BVVG. Sie veräußerte Teile des Gutshofs, darunter auch den Schafstall. Das Gebäude wurde 1997 unter Denkmalschutz gestellt und noch bis April 2002 als Stall für bis zu 250 Schafe genutzt. Im September 2002 übernahm ein Verein das Gebäude, der es sanierte und seit dieser Zeit für kulturelle und sportliche Veranstaltungen nutzt. Die Deutsche Stiftung Denkmalschutz stellte 2014 Mittel für die Instandsetzung zur Verfügung.

## Baubeschreibung

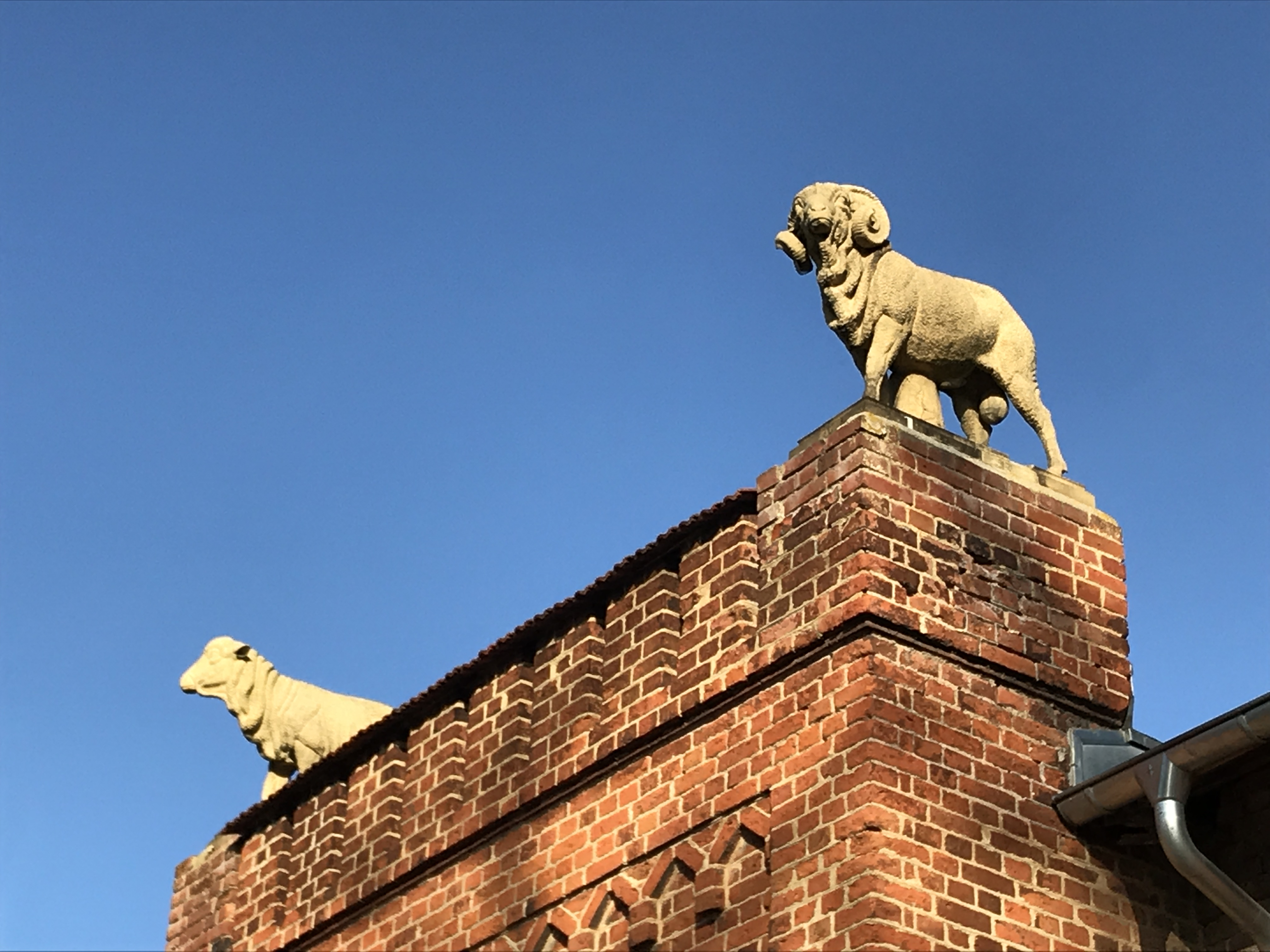
Schafplastiken von Wolff

Der zweigeschossige Bau entstand im Wesentlichen aus rötlichen Ziegeln auf einem umlaufenden Sockel aus unbehauenen Feldsteinen. Er verfügt über elf Achsen, segmentbogenförmige Fenster, die mit bogenförmigen Friesen verziert sind. Oberhalb sind je zwei kleine, gekuppelte und hochrechteckige Öffnungen. Mittig ist ein kleiner Vorbau mit einer zugesetzten, rundbogenförmigen Pforte. Darüber ist eine rundbogenförmige Öffnung; oberhalb ein nach unten geöffneter Fries. Dieses Bauteil ist optisch mit Ecklisenen nochmals hervorgehoben. Oberhalb eines Mittelrisalits, der mit Zinnen verziert ist, stehen zwei Figuren aus Sandstein. Sie zeigen einen Schafbock sowie ein Mutterschaf, stammen aus der Werkstatt des Tierbildhauers Wilhelm Wolff und sind auf das Jahr 1863 datiert. Das Gebäude wird vom Amt Dahme/Mark als „Wahrzeichen“ bezeichnet. Seitlich ist je eine große, segmentbogenförmige Pforte, darüber zugesetzte Blenden.